# Bill's Sweetheart
Bill's Sweetheart (o Billy's Sweetheart) è un cortometraggio muto del 1913 diretto da J. Searle Dawley.

## Trama
Trama di Moving Picture World synopsis in (EN)  su IMDb

## Produzione
Il film - girato in California, a Long Beach - fu prodotto dalla Edison Company.

## Distribuzione
Distribuito dalla General Film Company.